# Manchester (Minnesota)
Manchester és una població dels Estats Units a l'estat de Minnesota. Segons el cens del 2000 tenia 81 habitants.

## Demografia
Segons el cens del 2000, Manchester tenia 81 habitants, 32 habitatges, i 23 famílies. La densitat de població era de 347,5 habitants per km².
Dels 32 habitatges en un 28,1% hi vivien nens de menys de 18 anys, en un 43,8% hi vivien parelles casades, en un 15,6% dones solteres, i en un 28,1% no eren unitats familiars. En el 18,8% dels habitatges hi vivien persones soles el 6,3% de les quals corresponia a persones de 65 anys o més que vivien soles. El nombre mitjà de persones vivint en cada habitatge era de 2,53 i el nombre mitjà de persones que vivien en cada família era de 2,96.
Per edats la població es repartia de la següent manera: un 23,5% tenia menys de 18 anys, un 11,1% entre 18 i 24, un 23,5% entre 25 i 44, un 24,7% de 45 a 60 i un 17,3% 65 anys o més.
L'edat mediana era de 36 anys. Per cada 100 dones de 18 o més anys hi havia 100 homes.
La renda mediana per habitatge era de 26.786 $ i la renda mediana per família de 49.375 $. Els homes tenien una renda mediana de 35.833 $ mentre que les dones 19.375 $. La renda per capita de la població era de 15.392 $. Entorn del 15,8% de les famílies i el 15,6% de la població estaven per davall del llindar de pobresa.

## Poblacions més properes
El següent diagrama mostra les poblacions més properes.